# 冯安国
冯安国（1914年—1976年），男，山西翼城人，中华人民共和国政治人物，曾任中华人民共和国第三机械工业部副部长。